# La mafia uccide solo d'estate (serie televisiva)
La mafia uccide solo d'estate è una serie televisiva italiana, diretta da Luca Ribuoli e tratta dall'omonimo film diretto e interpretato da Pif, che qui, oltre ad essere tra gli ideatori del progetto, è autore di soggetto e sceneggiatura, nonché narratore fuori campo.

## Produzione
La prima stagione è stata trasmessa dal 21 novembre al 20 dicembre 2016 su Rai 1, con ottimi risultati in termini di ascolti (in media quasi 5 milioni di spettatori ad episodio) e di gradimento.
La seconda stagione, denominata La mafia uccide solo d'estate - Capitolo 2, è stata girata tra Roma e Palermo da luglio a novembre 2017 e messa in onda per la prima volta su Rai 1 nella prima serata di giovedì 26 aprile 2018.
Nel 2019 la Rai annuncia ufficialmente la cancellazione della serie e non ci sarà nessuna terza stagione.

## Trama
La voce fuori campo narrante di tutta la serie è di Pif, che impersona (solo vocalmente) il piccolo protagonista Salvatore Giammarresi da adulto. La trama narra le vicende di una famiglia comune della Palermo di fine anni '70, nella quale si susseguono i fatti che l'hanno caratterizzata nel corso del tempo, alternando episodi realmente accaduti alla storia di fantasia della famiglia stessa. Vengono immaginate anche alcune interazioni tra alcuni personaggi, più o meno famosi, della malavita locale, prendendo sempre spunto dalle testimonianze storiche. 
Nella prima stagione della serie, ambientata nei primi sette mesi del 1979, sono presenti alcuni flashback in cui la narrazione si sviluppa in periodi differenti. Un breve flash-forward viene ripreso poco prima della fine dell'ultimo episodio.
Luogo centrale di Palermo dove è ubicata la casa dei Giammarresi è la suggestiva piazza Sant'Anna. Tra le restanti location, c'è la scuola elementare di Salvatore che è invece situata a Roma, nel quartiere di Centocelle.

## Episodi
| Stagione         | Episodi | Prima TV |
| ---------------- | ------- | -------- |
| Prima stagione   | 12      | 2016     |
| Seconda stagione | 12      | 2018     |